# Dieter Schwampe
Dieter Schwampe (* 1957) ist ein deutscher Jurist und Hochschullehrer.

## Leben
Nach dem Studium der Rechtswissenschaft und Japanologie in Konstanz, Bonn und Hamburg und Promotion zur Charterers’ Liability Insurance ist er seit 1985 bei Arnecke Sibeth Dabelstein tätig. Er wurde 1988 Partner und war von 2000 bis 2013 geschäftsführender Partner der Sozietät. 2014 wurde er Professor (§ 17 HmbHG) für Seeversicherungsrecht und Transportrecht an der Universität Hamburg.

## Schriften (Auswahl)
- Charterers’ Liability Insurance. London 1988, ISBN 1-85044-184-7.
- Seekaskoversicherung. Kommentierung der DTV-Kaskoklauseln. München 2009, ISBN 978-3-406-58290-5.
- mit Hans-Christoph Enge: Transportversicherung. Recht und Praxis. Wiesbaden 2012, ISBN 978-3-8349-1064-6.
- Seeschiffsversicherung. Kommentar zu den DTV – Allgemeine Seeschiffsversicherungsbedingungen. München 2017, ISBN 3-406-65279-4.